# Pakistán Oriental
Pakistán Oriental o Paquistán Oriental (en bengalí, পূর্ব পাকিস্তান, Purbo Pakistan; en urdu, مشرقی پاکستان, Mashriqi Pakistan) fue una provincia de Pakistán que existió entre 1955 y 1971. Pakistán Oriental fue creada a partir de la provincia de Bengala por un plebiscito en lo que fue la India británica en 1947. Bengala Oriental eligió unirse a Pakistán y convertirse en una provincia de Pakistán denominada «Bengala Oriental». Bengala Oriental fue renombrada como «Pakistán Oriental» en 1955 y más tarde se convirtió en una nación independiente, conocida ahora como Bangladés, tras la sangrienta guerra de Liberación de Bangladés en 1971.

## Historia

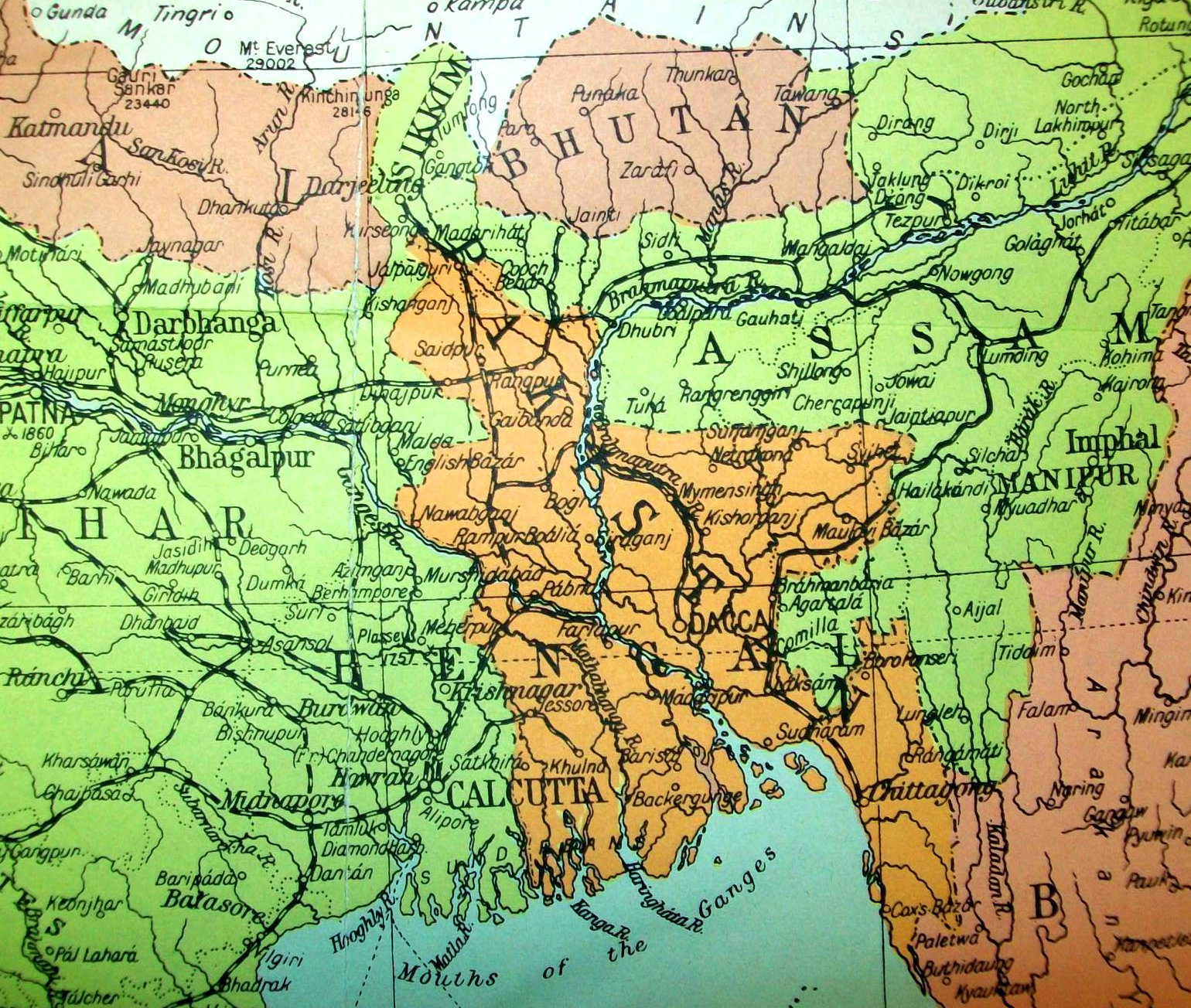
Pakistán Oriental circa 1950

### Posindependencia
La India Británica fue dividida en 1947 en los estados independientes de Pakistán e India. La provincia de Bengala fue dividida entre ambos. La parte ponentina de la provincia se convirtió en el estado de Bengala Occidental de la India y la parte levantina se convirtió en la provincia de Bengala Oriental de Pakistán, con una abrumadora mayoría musulmana, una gran minoría hindú y pequeñas minorías de budistas y animistas. Bengala Oriental formó una de las cinco provincias del Pakistán unificado. Las otras cuatro provincias pakistaníes (Punyab Occidental, Sind, Baluchistán y la Frontera del Noroeste) estaban ubicados en el otro lado de la India, conformando Pakistán Occidental.
Tras la independencia del dominio británico, Bengala Oriental fue descuidada por el gobierno central con base en el lado occidental que estaba por momentos bajo ley militar o marcial. Una causa importante de resentimiento entre los bengalíes fue la explotación económica. Las tensiones crecientes llevaron a la Política de Una Unidad, aplicada en 1955, que abolía las provincias. Con esta política, Punyab Occidental, Baluchistán, Sind y la Frontera del Noroeste fueron unidas bajo la designación nominal de Pakistán Occidental, mientras que Bengala Oriental se convirtió en Pakistán Oriental.
Las tensiones llegaron a su punto más crítico en 1971, tras la cancelación por parte del presidente pakistaní Yahya Khan de los resultados electorales que le dieron a la Liga Awami una mayoría en el parlamento. La Liga Awami ganó casi todos los escaños en Pakistán Oriental, pero ninguno en Pakistán Occidental. Pakistán Oriental tenía más de la mitad de los escaños parlamentarios debido a que albergaba a más de la mitad de la población. Aunque la Liga Awami estaba en posición de formar un gobierno sin ninguna coalición, fue forzada a comenzar negociaciones con el Partido del Pueblo Pakistaní que había ganado la mayoría de los escaños en Pakistán Occidental. Las negociaciones fracasaron y un gobierno militar canceló los resultados de las elecciones en Pakistán Oriental. Bajo el mando de Sheikh Mujibur Rahman, Bangladés comenzó su lucha por la independencia que fue seguida por una dura represión llevada a cabo por el ejército pakistaní contra civiles bengalíes el 25 de marzo de 1971. El gobierno de Sheikh Mujibur Rahman denunció que un estimado de 1 a 3 millones de bengalíes murieron durante la guerra entre marzo y diciembre de 1971, mientras que fuentes pakistaníes informaron que el número total de personas fallecidas en Pakistán Occidental y Oriental fue menor a 100.000.

### Independencia de Pakistán Oriental como Bangladés
La tensión entre Pakistán Oriental y Occidental alcanzó su clímax cuando en 1970 la Liga Awami, el partido político más importante de Pakistán Oriental, liderado por Sheikh Mujibur Rahman, obtuvo una arrolladora victoria en las elecciones nacionales en Pakistán Oriental. El partido ganó 167 de los 168 escaños asignados a Pakistán Oriental y, por tanto, una mayoría en la Asamblea Nacional compuesta por 300 escaños. Esta situación dio a la Liga Awami el derecho constitucional de formar un gobierno; sin embargo, Yahyah Kahn, el líder de Pakistán, se negó a permitir que Rahman se convirtiera en primer ministro de Pakistán. Esta decisión incrementó la agitación por una mayor autonomía en el este.
El 26 de marzo de 1971, el día posterior al ataque militar contra civiles en Pakistán Oriental, el mayor Ziaur Rahman declaró la independencia de Bangladés en nombre de Sheikh Mujibur Rahman. Con ello, se inició la guerra de liberación de Bangladés, en la cual el Mukti Bahini o Ejército de Liberación unido en diciembre de 1971 con 400.000 soldados indios se enfrentó al ejército pakistaní de 65.000 soldados incluyendo las fuerzas paramilitares. Un adicional aproximado de 25.000 voluntarios civiles mal equipados y fuerzas policiales también se unieron al ejército pakistaní. 
El 16 de diciembre de 1971, el ejército pakistaní fue sobrepasado por los indios y no tenía casi fuerza aérea que lo respaldara. Las fuerzas pakistaníes se rindieron a las fuerzas armadas indias comandadas por el lugarteniente general Jagjit Singh Aurora. Bangladés obtuvo reconocimiento rápidamente por muchos países y, con la firma del Acuerdo de Shimla, la mayoría de los países aceptaron este nuevo Estado. Bangladés se unió a la Organización de las Naciones Unidas en 1974.

### Gobierno de Pakistán Oriental
El 14 de octubre de 1955, el último gobernador de Bengala Oriental (Amiruddin Ahmad) se convirtió en el primer gobernador de Pakistán Oriental. Al mismo tiempo, el último ministro en jefe de Bengala Oriental fue nombrado ministro en jefe de Pakistán Oriental. Este sistema duró hasta el golpe militar de 1958 cuando el cargo de ministro en jefe fue abolido tanto en Pakistán Oriental como en Pakistán Occidental. Desde 1958 hasta 1971, la administración se mantuvo en manos del Presidente de Pakistán y del gobernador de Pakistán Oriental que por momentos mantuvo el título de administrador de la ley marcial.

Bandera de Pakistán usada desde el 14 de Agosto de 1947 hasta 1971
Escudo de Pakistán Occidental usado desde el 14 de Agosto de 1947 hasta 1971
Escudo de Pakistán Oriental usado desde el 14 de Octubre de 1955 hasta 1971
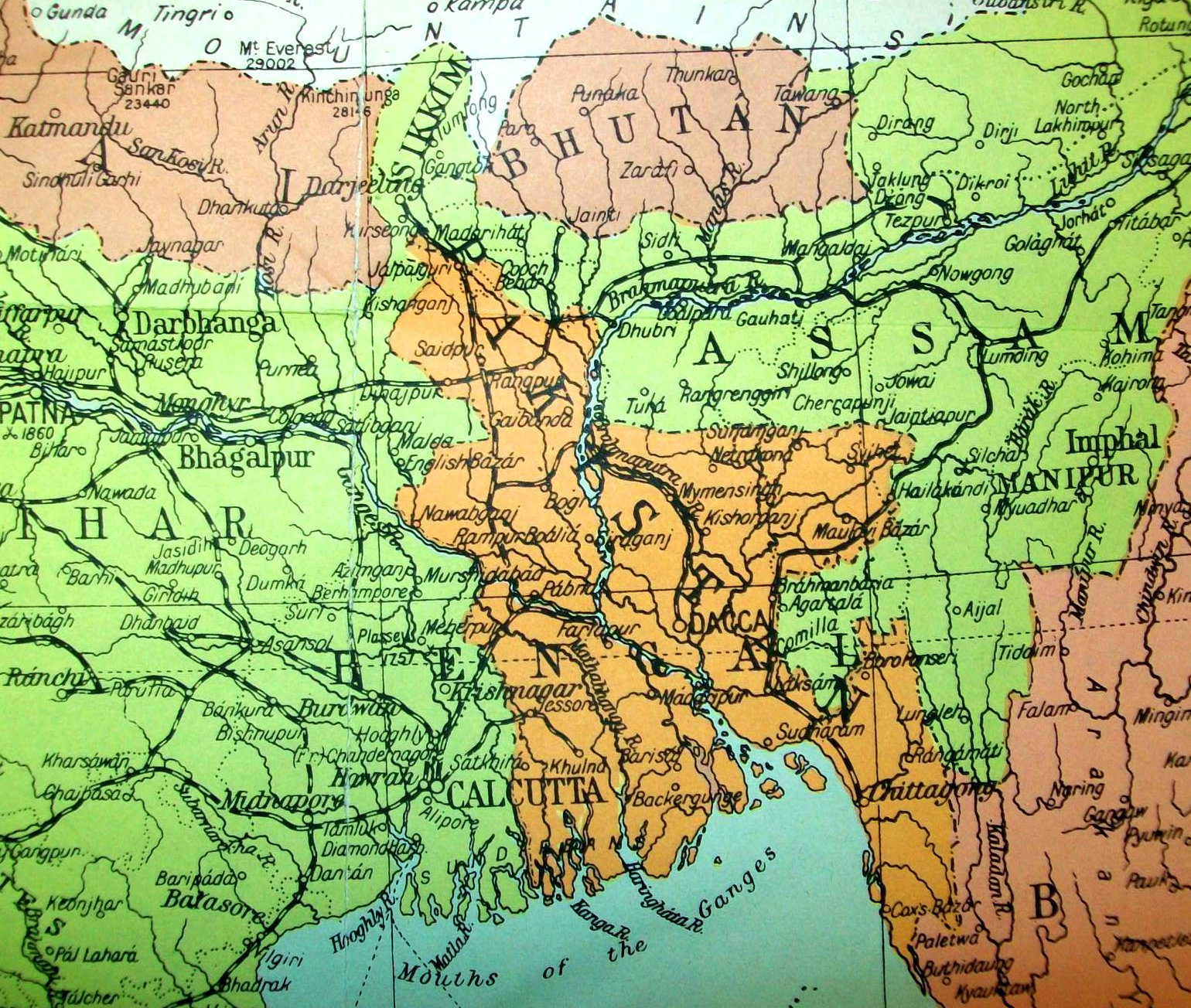
Pakistán Oriental cerca de 1950
Pakistán Oriental fue una parte clave de SEATO
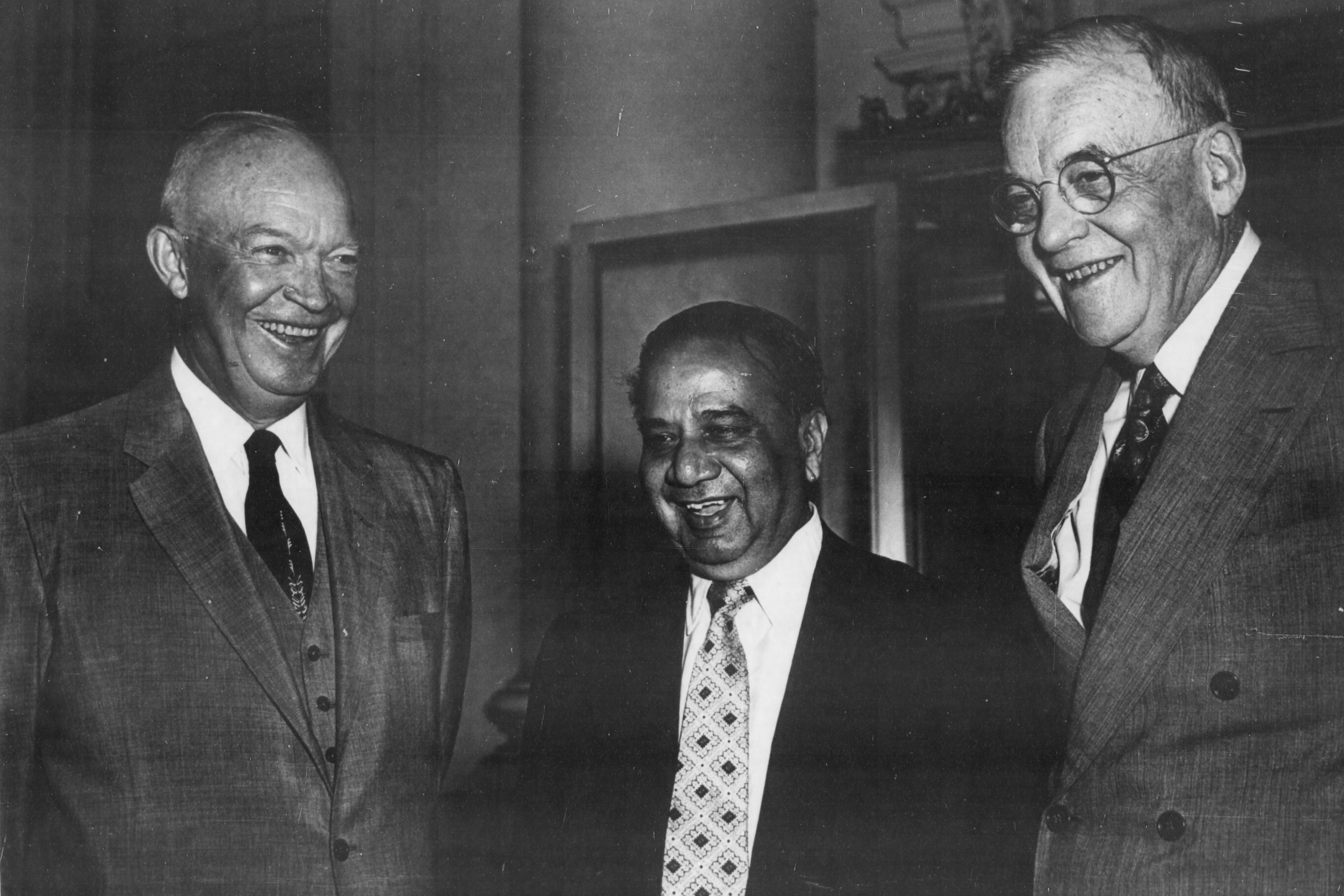
Huseyn Shaheed Suhrawardy (centro) con el presidente de EE. UU. Dwight D. Eisenhower y el secretario de Estado John Foster Dulles en la Casa Blanca el 6 de Julio de 1957
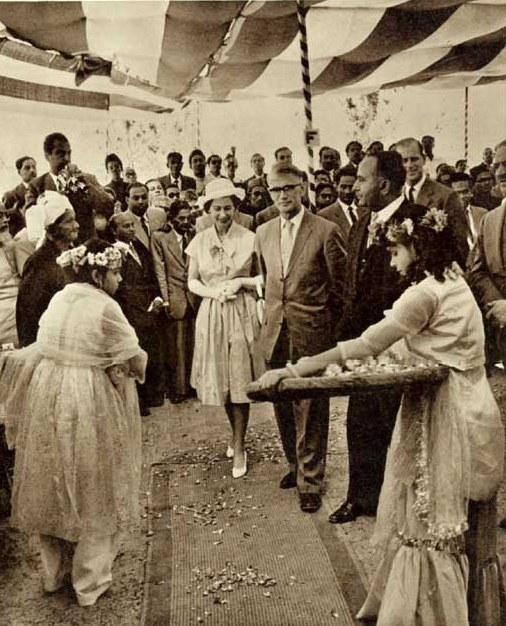
Isabel II, aquí visitando Chittagong en 1961, fue reina de Pakistán hasta 1956
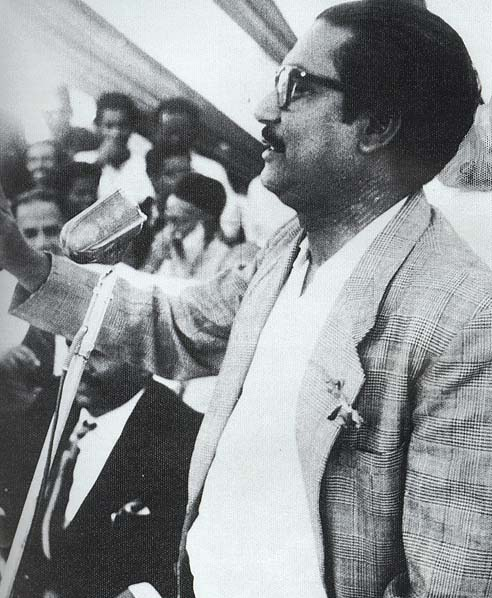
Sheikh Mujibur Rahman anunciando los Seis Puntos el 5 de Febrero de 1966 en Lahore
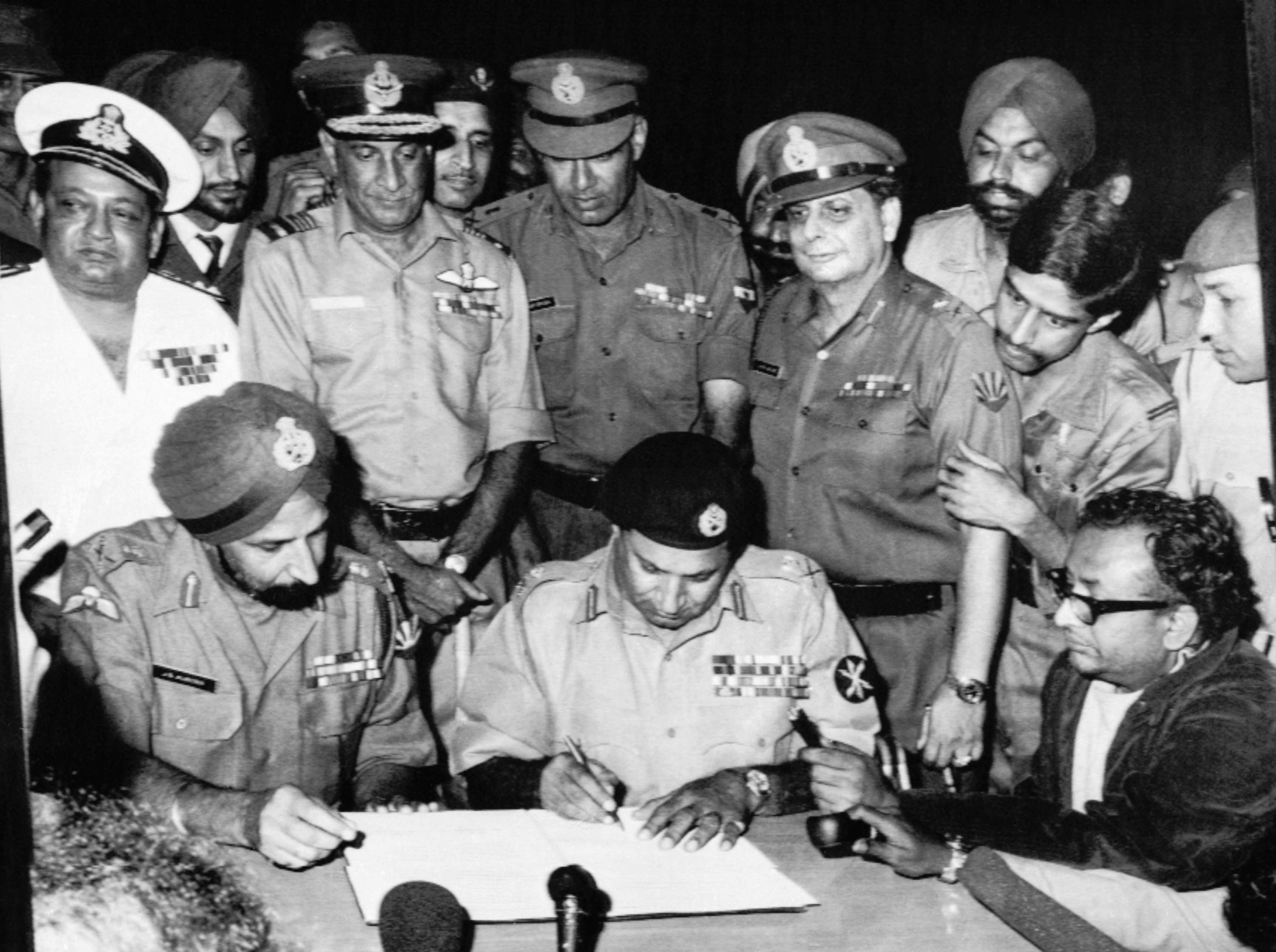
Firma de la Rendición de Pakistán el 16 de Diciembre de 1971
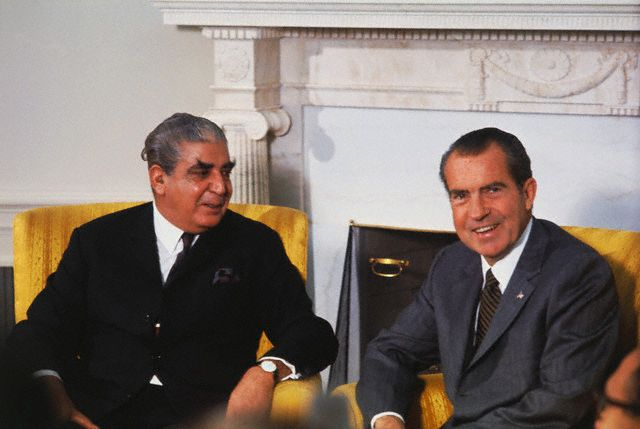
Tercer presidente de Pakistán, Yahya Khan con Richard Nixon el 1 de Octubre de 1970
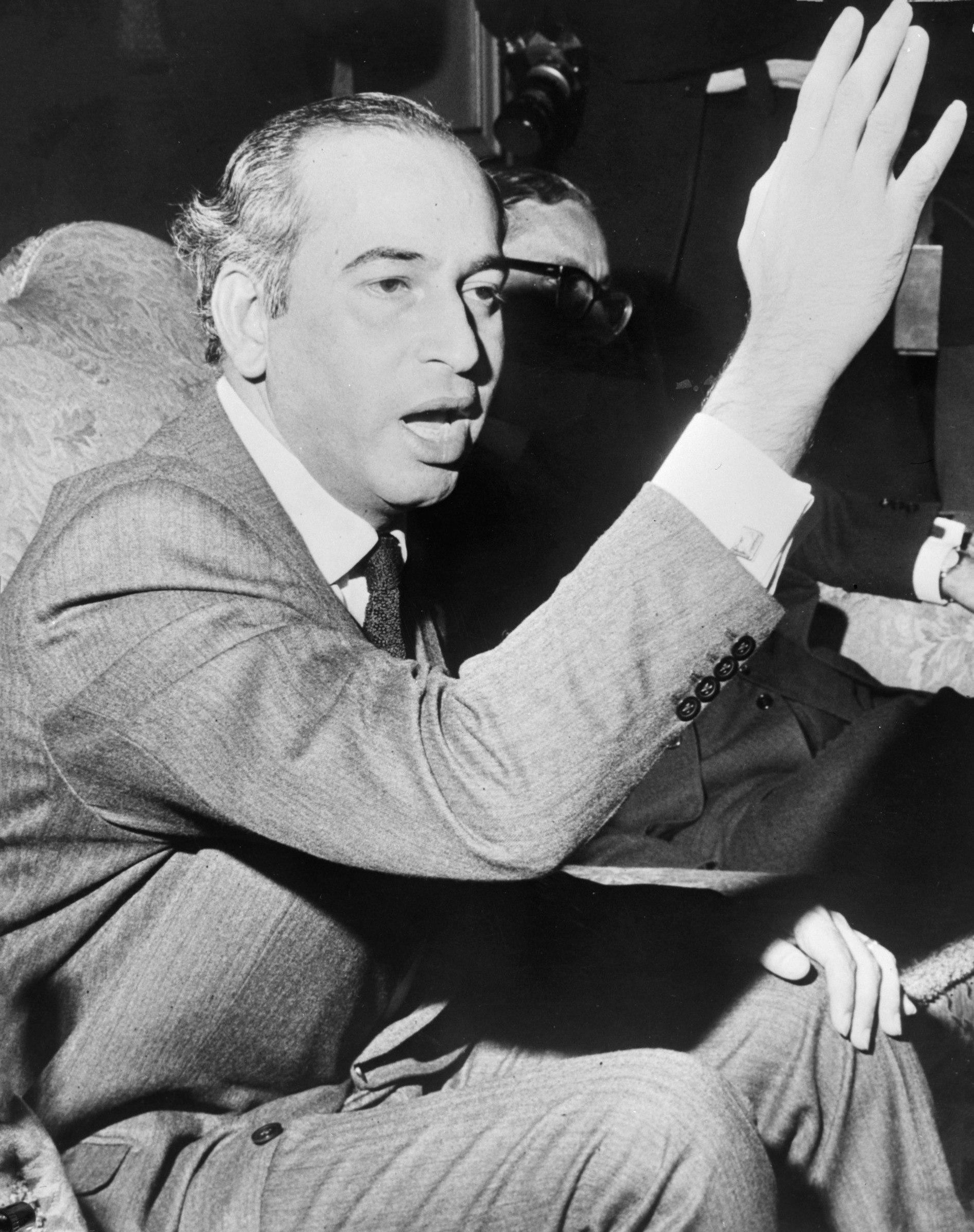
Zulfikar Ali Bhutto el 21 de Diciembre de 1971
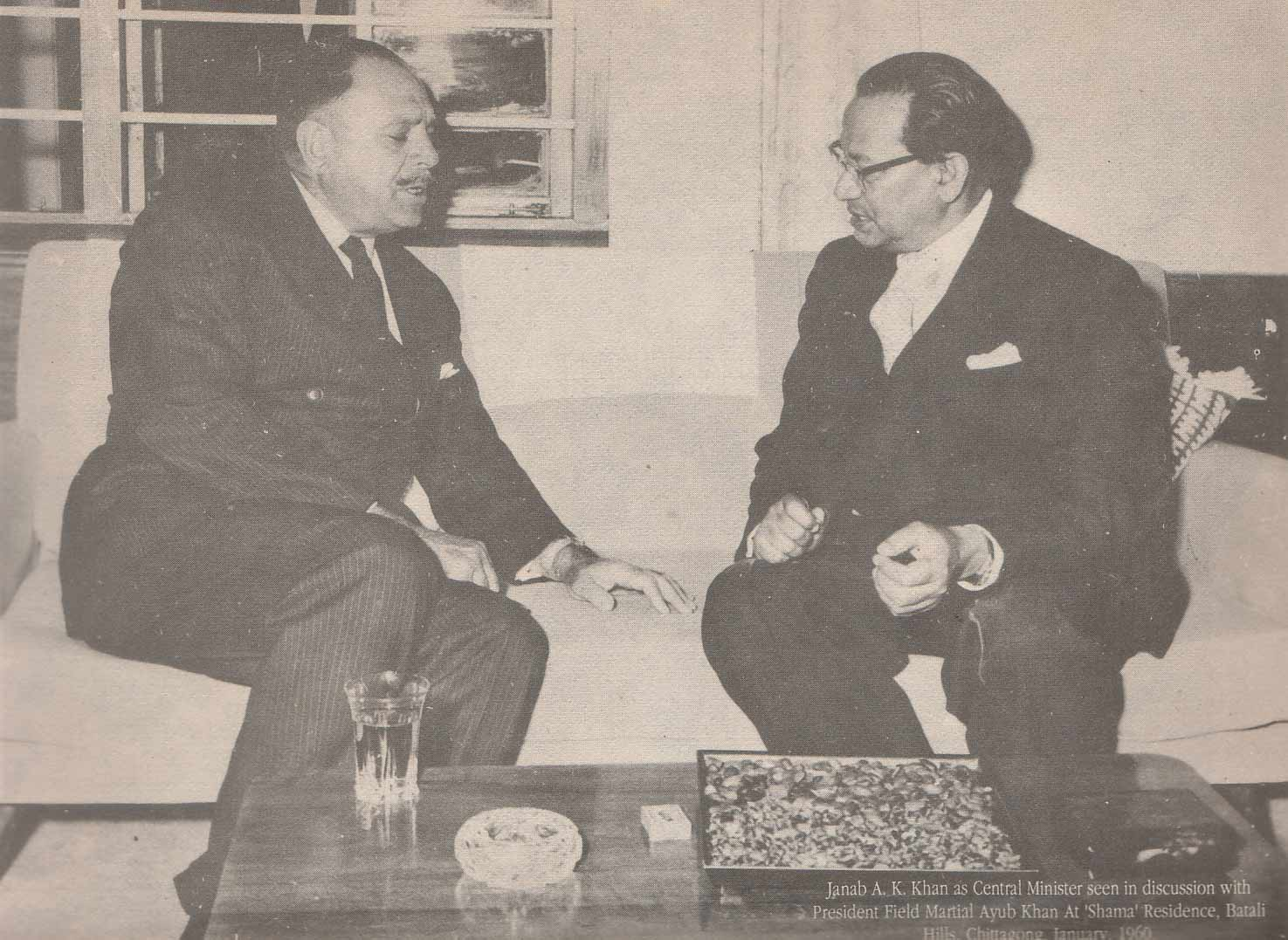
El presidente Ayub Khan (izquierda) con el industrial bengalí Abul Kashem Khan (derecha) en Chittagong en 1960
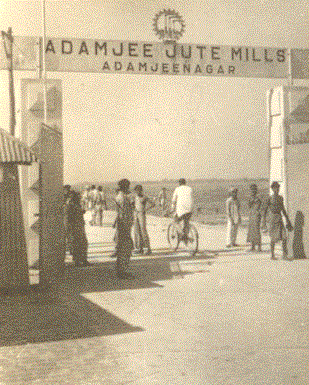
Entrada a Adamjee Jute Mills, la planta de procesamiento de yute más grande del mundo, en 1950
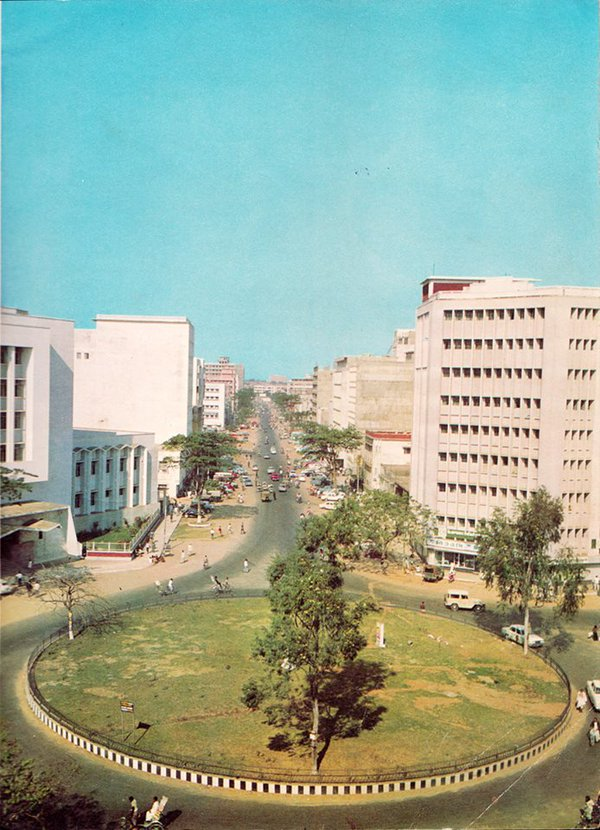
Distrito central de negocios en Dacca, 1960
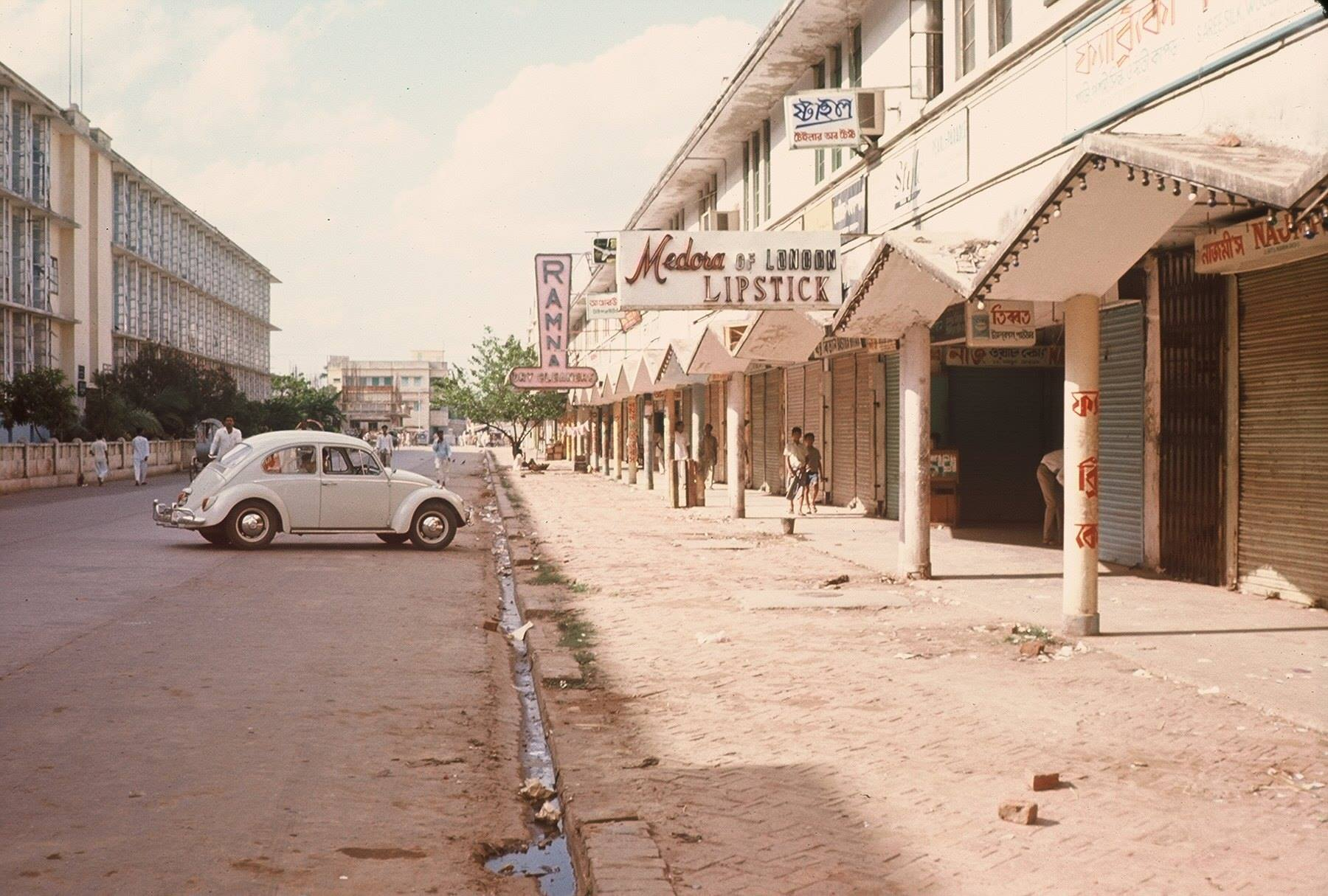
Área del mercado de Baitul Mukarram, Dacca, 1967
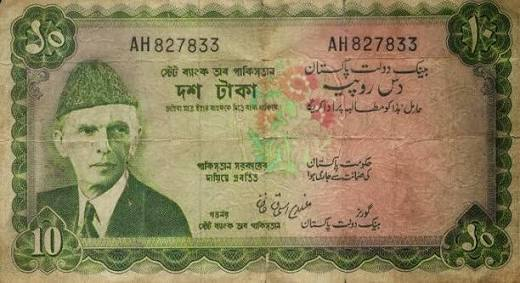
Los billetes de Pakistán incluían escritura bengalí hasta 1971
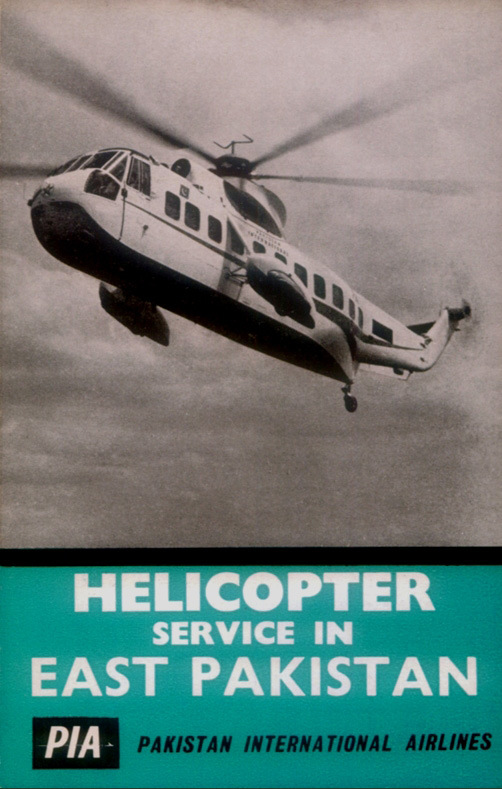
Un cartel del Servicio de Helicópteros de Pakistán Oriental
La primera bandera de Bangladesh se izó el 23 de marzo de 1971 en todo el este de Pakistán, como protesta por el Día de la República
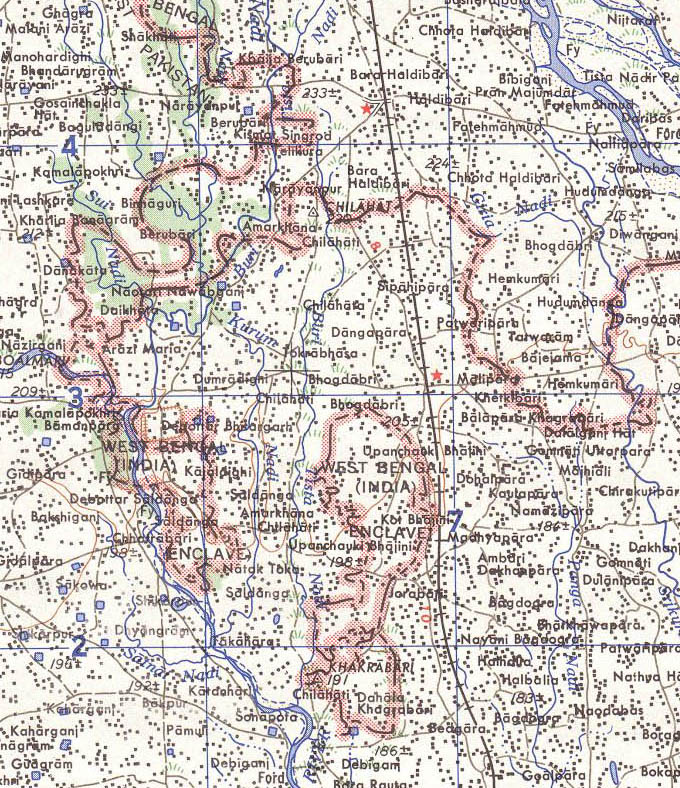
La frontera indo-oriental de Pakistán mostrada por el ejército de los EE. UU., cerca de 1960
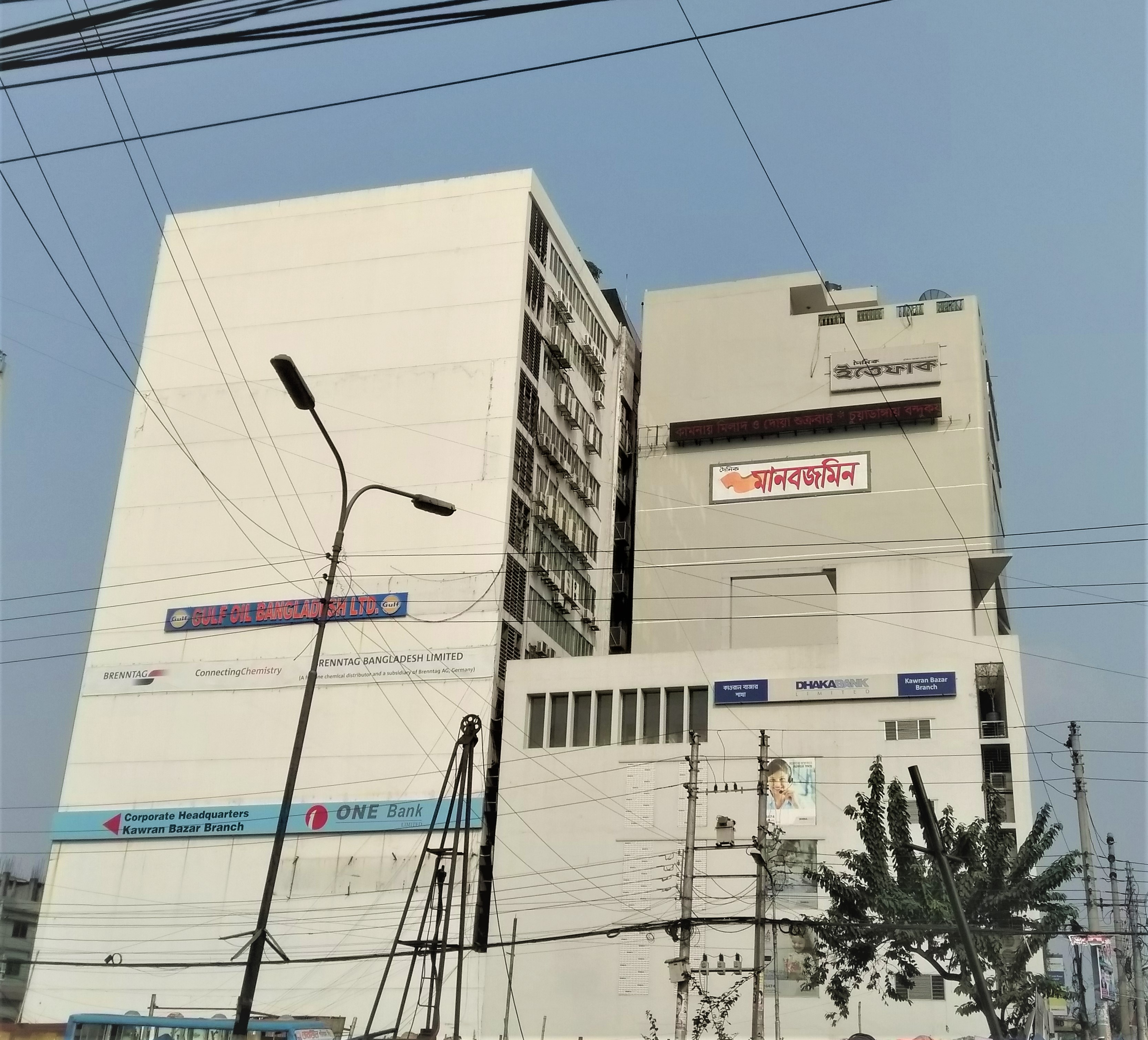
Sede del Diario Ittefaq y El Diario Manab Zamin en Dhaka
El Diario Ittefaq editado por Tofazzal Hossain fue el principal periódico bengalí en PakistánEl Diario Ittefaq editado por Tofazzal Hossain fue el principal periódico bengalí en Pakistán